# Максвелл, Гислейн
Гислейн Ноэль Марион Максвелл (фр. Ghislaine Noelle Marion Maxwell; род. 25 декабря 1961, Мезон-Лаффит, Франция) — британская светская львица, известная тем, что была осуждена по делу Джеффри Эпштейна, по которому она была основной обвиняемой (после гибели самого Эпштейна). После смерти своего отца Роберта Максвелла в 1991 году перебралась в США. Является натурализованной гражданкой этой страны, также имеет британское и французское гражданства. В 2012 году основала TerraMar Project (специализировался на защите океанов), который закрылся в 2019 (сразу после появления обвинений против Эпштейна). Известна также дружбой с принцем Эндрю, которого она познакомила с Эпштейном. Впоследствии они проводили время вместе. Профессиональный пилот вертолёта.

## Биография
Родилась во Франции, в респектабельном пригороде Парижа Мезон-Лаффит, в многодетной семье. Мать — француженка, отец — выходец из чехословацко-еврейской семьи родом из Солотвино. В честь Гислейн отец, Ян Роберт Максвелл, назвал свою яхту, во время плавания на которой позже погиб. Мать, Жанна Элизабет Мейнард, была исследовательницей Холокоста.
В детстве и юности жила в Англии, после получения образования работала на своего отца-медиамагната. Когда он погиб в ноябре 1991 года, переехала в США.
К концу 2015 года Гислейн преимущественно отошла от выполнения социальных функций.
После появления обвинений против неё некоторое время скрывалась. Затем, в июле 2020 года, была задержана и ожидала приговора суда по двум делам: о траффикинге и лжесвидетельстве. Максвелл сталкивалась с постоянными обвинениями в сводничестве и торговле несовершеннолетними девочками для Эпштейна и других, обвинения, которые она отвергала. Является также ответчиком по нескольким гражданским искам девушек, заявивших, что они пострадали от действий Эпштейна.
В декабре 2020 года стало известно, что Максвелл с 2016 года состоит в браке со Скоттом Боргерсоном.
В декабре 2021 года суд в США признал Гислейн Максвелл виновной в пособничестве сексуальной эксплуатации несовершеннолетних. Жюри присяжных посчитало доказанным, что с 1994 по 2004 годы Максвелл подобрала для Эпштейна четырех девушек-подростков, которых он склонил к действиям сексуального характера. На процессе против нее выступили четыре потерпевшие, две из них рассказали, что стали жертвами Эпштейна в 14-летнем возрасте. Одна из женщин заявила, что Гислейн Максвелл принимала участие в ее сексуальных контактах с миллионером. Кроме того, на суде были представлены документы, из которых следовало, что Максвелл получила от Эпштейна миллионы долларов. В июне 2022 года её приговорили к 20 годам заключения.